# 南大西洋腔吻鱈
南大西洋腔吻鱈，為輻鰭魚綱鱈形目鼠尾鱈科的其中一種，分布於南大西洋海域，深度可達920公尺，體長可達32公分，屬深海底棲性魚類，棲息在底層水域，生活習性不明。